# Under the Influence of Giants
Under the Influence of Giants (gelegentlich mit UTIOG abgekürzt) ist eine Musikgruppe aus Los Angeles, Kalifornien, welche zuvor unter dem Namen Home Town Hero musizierte. Sie veröffentlichten ihre gleichnamige zweite LP im August 2006, welche bereits Platz 1 in den Top-Heatseekers-Charts erlangte. Als Einflüsse sind unter anderem die Bee Gees, Prince, WHAM! und Todd Rundgren zu nennen. Sie traten bereits in den US Late Night-Shows Last Call with Carson Daly und Jimmy Kimmel Live auf und erspielten sich insbesondere 2007 auf Europa-Tournee mit The Sounds zahlreiche Sympathien.

## Geschichte
Aaron Bruno und Drew Stewart gründeten eine Band namens Home Town Hero, die von 2002 bis 2004 bei dem inzwischen aufgelösten Plattenlabel Maverick Records unter Vertrag stand. Nach mehreren Mitgliederwechseln und Problemen mit dem Label legte die Band 2004 eine Pause ein. Zu dieser Zeit lernten Bruno und Stewart ihren Jugendfreund und ehemaligen Audiovent-Schlagzeuger Jamin Wilcox wieder kennen und begannen, gemeinsam Musik zu machen. Die Musik aus diesen Sessions wurde später aufgenommen und unter dem Albumtitel Bitch City kostenlos im Internet veröffentlicht. Zu diesem Zeitpunkt nannte sich die Band noch Home Town Hero, später änderten sie jedoch diesen Namen ab. Da die Band immer noch vertraglich an Maverick gebunden war, hielt das Label weiterhin die Musikrechte. Die Mitglieder der Band verließen jedoch das Maverick Records.
Unter dem neuen Namen „Under the Influence of Giants“,  der ihren ständigen Kampf, frei von Autoritäten zu agieren, widerspiegeln sollte, machte die Band weiterhin Musik. Sie rekrutierten die Keyboarderin Katie Logan und den Bassisten David Amezcua und begannen Mitte 2005, in der Gegend von Los Angeles Konzerte zu geben, wobei sie Veranstaltungsorte wie das Roxy und den Key Club mehrmals ausverkauften. Im Frühjahr 2006, nach einer kurzen Westküstentournee, beschloss Logan, die Band zu verlassen und gründete mit einem Freund das Duo Katie and Katie.
Im Winter 2005 unterschrieben die Musikgruppe bei Island Records. Im Sommer 2006 fand ihr Debüt bei Island Records statt.
Im November 2006 traten sie als Headliner der Halbzeitshow beim MLS Cup Meisterschaftsspiel der Major League Soccer im Pizza Hut Park in Frisco, Texas auf.
Aaron Bruno spielt derzeit in der Band Awolnation, sowohl David Amezcua als auch Drew Stewart waren in der Band, bis sie diese schlussendlich verließen. David Amezcua spielt derzeit in der Band Hotstreets.

## Mitglieder

### Aktuelle Besetzung
- Jamin Wilcox: Schlagzeug, Keyboard
- Drew Stewart: Gitarre
- David Amezcua: Bass

### Frühere Mitglieder
- Aaron Bruno: Gesang
- Erin Kathleen Logan: Keyboard

## Diskografie
- 2005: Bitch City (LP)
- 2006: Heaven Is Full (EP)
- 2006: Under the Influence of Giants (LP)